# 红龟山塔
红龟山塔位于云南省临沧市凤庆县凤山镇金平村红龟山顶，建于清光绪十四年（1888年），是一座十六级（另说十七级）方形密檐式空心砖塔，属于风水塔（另说文笔塔），通高35米。其塔身造型独特，第一级至第十级逐渐变宽，第十级至十六级又骤然收窄。塔基边长5.35米。第一级塔身有行书“高挹奎光”四字，两侧分别镶嵌功德碑、记事碑。二级以上各级塔身四面均设券洞。塔内下部有木柱支撑，塔刹为铜质宝顶。民国三十七年（1948年）遭雷击起火，塔内木柱、塔外东下四级飞角被毁。1983年7月，凤庆县人民政府拨款维修。
1982年7月9日公布为第一批凤庆县文物保护单位。1995年10月20日公布为第一批临沧市文物保护单位。